# Suize
Die Suize ist ein Fluss in Frankreich, der im Département Haute-Marne in der Region Grand Est verläuft. Sie entspringt am Plateau von Langres, im Gemeindegebiet von Courcelles-en-Montagne und entwässert generell in nördlicher Richtung. Oberhalb von Ormancey verschwindet der Fluss mehrfach im kalkigen Untergrund. Er mündet schließlich nach insgesamt rund 49 Kilometern knapp nördlich von Chaumont als linker Nebenfluss in die Marne.

## Orte am Fluss
- Voisines
- Ormancey
- Marac
- Villiers-sur-Suize
- Neuilly-sur-Suize
- Chaumont

## Sehenswürdigkeiten
- Viadukt von Chaumont über das Tal der Suize